# 开平矿务局

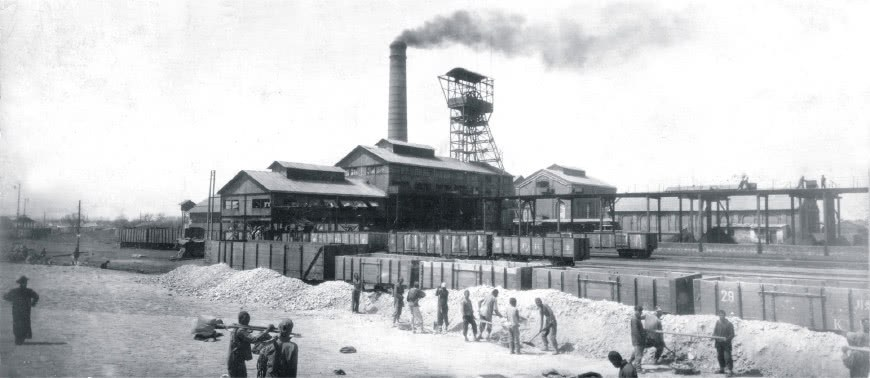
开平煤矿

开平矿务局，成立于清光绪四年（1878年），由李鸿章委派轮船招商局总办唐廷枢在直隶开平镇（今河北省唐山市开平区）创建，是中国近代首批官督商办的股份制煤矿企业之一，被称为“中国第一佳矿”。

## 历史

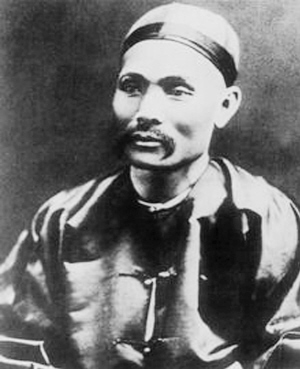
开平矿务局创办人唐廷枢

1874年，清廷在筹议海防事宜时，总理船政大臣沈葆桢与与直隶总督兼北洋通商大臣李鴻章提出开办煤铁矿的建议。翌年5月，清廷批准二人的奏请，明确“先在磁州、台湾试办”，打破了此前清廷只允许煤炭在南方开采的惯例。然而，磁州煤矿试办未获成功，台湾基隆煤矿进展相对顺利。其后，李鸿章又派盛宣怀赴湖北勘查煤铁矿开采的可行性，但结果不甚乐观。
1876年11月3日，李鸿章在天津与唐廷枢面谈，决定委派其前往滦州开平镇勘查矿产。次日，唐廷枢即携英国人马立师自天津出发，实地考察古冶至唐山一带的煤窑与铁矿资源，并在多处采集煤样和铁矿石。11月14日，他向李鸿章递交报告，详细阐述了在开平开矿的可行性与前景。
1877年9月27日，唐廷枢与黎兆棠、 丁寿昌等议定 《开平矿务局章程》。1878年7月，唐廷枢聘英国工程师克劳德·威廉·金达到开平矿务局担任工程师。1881年，开平矿务局投产，开采效率迅速提升。  
为解决运输问题，矿务局于1881年修建了中国第一条标准轨距矿山铁路——唐胥铁路，连接矿区与胥各庄，并铺设中国第一台蒸汽机车，被誉为中国铁路与工业机械化的开端。  1883年，唐廷枢任命金达为开平矿务局总工程师。
运营初期产量快速增长，1881年产煤量为3613吨，1885年增至24万余吨，至19世纪末累计产量达数百万吨。  
1886年7月，开平矿务局向李鸿章致信《请展筑铁路禀》，申请开办开平铁路公司。
1892年，唐廷枢去世，由张翼接任总办。此后因盲目扩张和外债过多，控制权被外商侵占。1901年，八国联军侵华期间，张翼被诱导签订合同，将矿务局低价售予英商，开平矿务有限公司在英国伦敦设董事部，完全由英国人控制:6-7，引发中英之间长期矿权纠纷，史称“开平矿案”。  
1906年3月27日，开平矿务局与北洋铁路局订立合同，除原有铁路工程科（“路科”）外，学堂增设矿业工程科（“矿科”），并更名为“唐山路矿学堂”。
1912年，开平矿务局与地方设立的北洋滦州官矿合并，成立开滦矿务局，为今日开滦集团的前身。